# Ricardo Ferretti
Ricardo Ferretti, legismertebb becenevén Tuca Ferretti (Rio de Janeiro, 1954. február 22. –) brazil származású, de mexikói állampolgársággal is rendelkező labdarúgó és labdarúgó-edző. 2015-ben ideiglenesen a mexikói labdarúgó-válogatott szövetségi kapitánya is, majd 2018-ban ismét kinevezték ideiglenesen. 2010 és 2021 között a Tigres de la UANL edzője.

## Jellemzői
Ferretti erős karakterű, fegyelmezettséget kedvelő, gyakran ordítozó edző. Kifejezte már, hogy mennyire tiszteli a hadsereg tagjait és mennyire kedveli a katonás fegyelmet. Nem mindenkivel barátságos, több „nagy ellenséget” is szerzett már magának, például tolucai edzősködése idején egyik játékosát, a paraguayi válogatott José Saturnino Cardozót.
Beceneve, a Tuca onnan származik, hogy ez volt az első szó, amit életében kimondott. A labdarúgás mellett a teniszt kedveli legjobban.

## Pályafutása

### Játékosként
Első éveit labdarúgóként hazájában, Brazíliában töltötte, majd Nicola Gravina volt az, aki „felfedezte” a mexikói labdarúgás számára. Az ő javaslatára lett 1977-ben 1 millió pesóért a Club Atlas középpályása, azóta folyamatosan Mexikóban dolgozik.
A fővárosi Club Universidad Nacionalhoz (Pumas) 1978-ban került, legnagyobb sikereit az itt töltött hét év alatt érte el: 250 bajnoki mérkőzésen több mint 100 gólt szerzett, kétszer megnyerte a bajnokságot, kétszer a CONCACAF-bajnokok kupáját, egyszer pedig a Copa Interamericanát. Pályafutásának későbbi állomásai közül csak a Tolucával tudott trófeát szerezni: egyszer elhódították a mexikói kupát.

### Edzőként
Alig hogy befejezte játékos-pályafutását, máris edző lett korábbi sikereinek helyszínén, a Club Universidad Nacional (Pumas) csapatánál, de 1993-ban egyetlen mérkőzés erejéig a válogatottat is irányította: ekkor a mexikói nemzeti csapat 2–0-s győzelmet aratott Costa Rica legjobbjai fölött a mexikóvárosi Estadio Azulban.
Ezután több klubcsapatnál is edzősködött: a Guadalajara, a Pumasszal egy, a Tigres csapatával két bajnoki címet szerzett, a Tolucával CONCACAF-bajnokok kupáját nyert, a Tigresszel pedig egyszer mexikói kupát is. 2015-ben ugyancsak a Tigrest elvezette a Copa Libertadores döntőjéig is, de ott alulmaradtak brazil ellenfelükkel szemben.
2015 nyarán a válogatott éléről lemondott Miguel Herrera, majd a Mexikói labdarúgó-szövetség lázas szövetségi kapitány-keresésbe kezdett. Augusztus végén Ricardo Ferrettit kérték fel ideiglenes szövetségi kapitánynak. Vele négy mérkőzést játszott a válogatott: három barátságos meccset (döntetlent játszottak Trinidad és Tobagóval és az akkor világelső Argentínával, Panamát pedig legyőzték) és egy tétmérkőzést, ahol az amerikai válogatottat múlták felül 3–2 arányban, ezzel pedig Mexikó kijutott a 2017-es konföderációs kupára. A 2018-as világbajnokság után Juan Carlos Osorio helyett is új kapitányt kerestek: a választás ekkor is Ferrettire esett.